# دج مطوق
دج مطوق يسمى أيضا سمنة الدبق (الاسم العلمي: Turdus torquatus) (بالإنجليزية: Ring Ouzel)‏، هو طائر ينتمي إلى سمنة (فصيلة: Turdidae).